# Liste des titres musicaux numéro un en Autriche en 1994
Cette page liste les titres numéro un dans les meilleures ventes de disques en Autriche pour l'année 1994.

## Classement des singles
| №  | Date         | Artiste                          | Titre                                          |
| -- | ------------ | -------------------------------- | ---------------------------------------------- |
| 1  | 7 janvier    | Meat Loaf                        | I'd Do Anything for Love (But I Won't Do That) |
| 2  | 14 janvier   | Meat Loaf                        | I'd Do Anything for Love (But I Won't Do That) |
| 3  | 21 janvier   | Meat Loaf                        | I'd Do Anything for Love (But I Won't Do That) |
| 4  | 28 janvier   | Meat Loaf                        | I'd Do Anything for Love (But I Won't Do That) |
| 5  | 4 février    | Cappella                         | U Got 2 Let the Music                          |
| 6  | 11 février   | Bryan Adams, Rod Stewart & Sting | All for Love                                   |
| 7  | 18 février   | Bryan Adams, Rod Stewart & Sting | All for Love                                   |
| 8  | 25 février   | Bryan Adams, Rod Stewart & Sting | All for Love                                   |
| 9  | 4 mars       | Bryan Adams, Rod Stewart & Sting | All for Love                                   |
| 10 | 11 mars      | Bryan Adams, Rod Stewart & Sting | All for Love                                   |
| 11 | 18 mars      | Bryan Adams, Rod Stewart & Sting | All for Love                                   |
| 12 | 25 mars      | Bryan Adams, Rod Stewart & Sting | All for Love                                   |
| 13 | 1er avril    | Bryan Adams, Rod Stewart & Sting | All for Love                                   |
| 14 | 8 avril      | Bruce Springsteen                | Streets of Philadelphia                        |
| 15 | 15 avril     | Bruce Springsteen                | Streets of Philadelphia                        |
| 16 | 22 avril     | Bruce Springsteen                | Streets of Philadelphia                        |
| 17 | 29 avril     | Bruce Springsteen                | Streets of Philadelphia                        |
| 18 | 6 mai        | Mariah Carey                     | Without You                                    |
| 19 | 13 mai       | Mariah Carey                     | Without You                                    |
| 20 | 20 mai       | Mariah Carey                     | Without You                                    |
| 21 | 27 mai       | Mariah Carey                     | Without You                                    |
| 22 | 3 juin       | Mariah Carey                     | Without You                                    |
| 23 | 10 juin      | Mariah Carey                     | Without You                                    |
| 24 | 17 juin      | Mariah Carey                     | Without You                                    |
| 25 | 24 juin      | Mariah Carey                     | Without You                                    |
| 26 | 1er juillet  | Mo-Do                            | Eins, zwei, Polizei                            |
| 27 | 8 juillet    | Mo-Do                            | Eins, zwei, Polizei                            |
| 28 | 15 juillet   | Mo-Do                            | Eins, zwei, Polizei                            |
| 29 | 22 juillet   | Mo-Do                            | Eins, zwei, Polizei                            |
| 30 | 29 juillet   | Mo-Do                            | Eins, zwei, Polizei                            |
| 31 | 5 août       | Mo-Do                            | Eins, zwei, Polizei                            |
| 32 | 12 août      | Mo-Do                            | Eins, zwei, Polizei                            |
| 33 | 19 août      | All-4-One                        | I Swear                                        |
| 34 | 26 août      | All-4-One                        | I Swear                                        |
| 35 | 2 septembre  | All-4-One                        | I Swear                                        |
| 36 | 9 septembre  | All-4-One                        | I Swear                                        |
| 37 | 16 septembre | Wet Wet Wet                      | Love Is All Around                             |
| 38 | 23 septembre | Wet Wet Wet                      | Love Is All Around                             |
| 39 | 30 septembre | All-4-One                        | I Swear                                        |
| 40 | 7 octobre    | All-4-One                        | I Swear                                        |
| 41 | 14 octobre   | All-4-One                        | I Swear                                        |
| 42 | 21 octobre   | All-4-One                        | I Swear                                        |
| 43 | 28 octobre   | Lucilectric                      | Hey Süßer                                      |
| 44 | 4 novembre   | Rednex                           | Cotton Eye Joe                                 |
| 45 | 11 novembre  | Lucilectric                      | Hey Süßer                                      |
| 46 | 18 novembre  | Rednex                           | Cotton Eye Joe                                 |
| 47 | 25 novembre  | Rednex                           | Cotton Eye Joe                                 |
| 48 | 2 décembre   | Rednex                           | Cotton Eye Joe                                 |
| 49 | 9 décembre   | Rednex                           | Cotton Eye Joe                                 |
| 50 | 16 décembre  | Rednex                           | Cotton Eye Joe                                 |
| 51 | 23 décembre  | Rednex                           | Cotton Eye Joe                                 |
| 52 | 30 décembre  | Rednex                           | Cotton Eye Joe                                 |

## Classement des albums
| №  | Date         | Artiste                                         | Titre                           |
| -- | ------------ | ----------------------------------------------- | ------------------------------- |
| 1  | 7 janvier    | Bryan Adams                                     | So far so good                  |
| 2  | 14 janvier   | Bryan Adams                                     | So far so good                  |
| 3  | 21 janvier   | Bryan Adams                                     | So far so good                  |
| 4  | 28 janvier   | Bryan Adams                                     | So far so good                  |
| 5  | 4 février    | Bryan Adams                                     | So far so good                  |
| 6  | 11 février   | Nockalm Quintett                                | Nockalm Gold                    |
| 7  | 18 février   | Nockalm Quintett                                | Nockalm Gold                    |
| 8  | 25 février   | Bryan Adams                                     | So far so good                  |
| 9  | 4 mars       | Bryan Adams                                     | So far so good                  |
| 10 | 11 mars      | Ostbahn Kurti & Die Chefpartie                  | Trost & Rat                     |
| 11 | 18 mars      | Ostbahn Kurti & Die Chefpartie                  | Trost & Rat                     |
| 12 | 25 mars      | Ostbahn Kurti & Die Chefpartie                  | Trost & Rat                     |
| 13 | 1er avril    | Hubert von Goisern und die Original Alpinkatzen | Omunduntn                       |
| 14 | 8 avril      | Hubert von Goisern und die Original Alpinkatzen | Omunduntn                       |
| 15 | 15 avril     | Bande originale                                 | Philadelphia                    |
| 16 | 22 avril     | Pink Floyd                                      | The Division Bell               |
| 17 | 29 avril     | Pink Floyd                                      | The Division Bell               |
| 18 | 6 mai        | Pink Floyd                                      | The Division Bell               |
| 19 | 13 mai       | Mariah Carey                                    | Music Box                       |
| 20 | 20 mai       | Mariah Carey                                    | Music Box                       |
| 21 | 27 mai       | Mariah Carey                                    | Music Box                       |
| 22 | 3 juin       | Mariah Carey                                    | Music Box                       |
| 23 | 10 juin      | Mariah Carey                                    | Music Box                       |
| 24 | 17 juin      | Mariah Carey                                    | Music Box                       |
| 25 | 24 juin      | Mariah Carey                                    | Music Box                       |
| 26 | 1er juillet  | Mariah Carey                                    | Music Box                       |
| 27 | 8 juillet    | Mariah Carey                                    | Music Box                       |
| 28 | 15 juillet   | Crash Test Dummies                              | The Ghosts that Haunt Me        |
| 29 | 22 juillet   | The Rolling Stones                              | Voodoo Lounge                   |
| 30 | 29 juillet   | Mariah Carey                                    | Music Box                       |
| 31 | 5 août       | The Rolling Stones                              | Voodoo Lounge                   |
| 32 | 12 août      | Mariah Carey                                    | Music Box                       |
| 33 | 19 août      | The Rolling Stones                              | Voodoo Lounge                   |
| 34 | 26 août      | Wet Wet Wet                                     | End of Part One                 |
| 35 | 2 septembre  | Pink Floyd                                      | The Division Bell               |
| 36 | 9 septembre  | Carreras, Domingo & Pavarotti                   | The 3 Tenors in Concert 1994    |
| 37 | 16 septembre | Carreras, Domingo & Pavarotti                   | The 3 Tenors in Concert 1994    |
| 38 | 23 septembre | Carreras, Domingo & Pavarotti                   | The 3 Tenors in Concert 1994    |
| 39 | 30 septembre | Carreras, Domingo & Pavarotti                   | The 3 Tenors in Concert 1994    |
| 40 | 7 octobre    | Eric Clapton                                    | From the Cradle                 |
| 41 | 14 octobre   | R.E.M.                                          | Monster                         |
| 42 | 21 octobre   | R.E.M.                                          | Monster                         |
| 43 | 28 octobre   | Bon Jovi                                        | Cross Road                      |
| 44 | 4 novembre   | Bon Jovi                                        | Cross Road                      |
| 45 | 11 novembre  | Nirvana                                         | MTV Unplugged in New York       |
| 46 | 18 novembre  | Bon Jovi                                        | Cross Road                      |
| 47 | 25 novembre  | Nirvana                                         | MTV Unplugged in New York       |
| 48 | 2 décembre   | Nirvana                                         | MTV Unplugged in New York       |
| 49 | 9 décembre   | Bon Jovi                                        | Cross Road                      |
| 50 | 16 décembre  | Erste Allgemeine Verunsicherung                 | Nie wieder Kunst (wie immer...) |
| 51 | 23 décembre  | Erste Allgemeine Verunsicherung                 | Nie wieder Kunst (wie immer...) |
| 52 | 30 décembre  | Erste Allgemeine Verunsicherung                 | Nie wieder Kunst (wie immer...) |